# Montgomery Gentry
I Montgomery Gentry sono un duo musicale country statunitense formatosi nel 1999.

## Storia del gruppo
Il duo è composto da Eddie Montgomery e Troy Gentry, entrambi provenienti dal Kentucky. Hanno iniziato a suonare separatamente ma tutti e due con il fratello di Eddie, ossia John Michael Montgomery. La band, il cui stile è caratterizzato da influenze southern rock, ha collaborato con Charlie Daniels, Toby Keith, Five for Fighting e membri della The Allman Brothers Band.
Il primo album in studio è uscito nel 1999 per la Columbia Nashville, etichetta che ha pubblicato i primi sei dischi del duo, fino al 2008. Rebels on the Run (2011) è uscito per la Average Joe's Entertainment.
Tra le loro hit entrate nella classifica Billboard Hot Country Songs, vi sono If You Ever Stop Loving Me, Something to Be Proud Of, Lucky Man, Back When I Knew It All e Roll with Me.
Nel 2009 sono stati inseriti nel Grand Ole Opry.
L'8 settembre 2017, Troy Gentry perse la vita in un incidente aereo sull'elicottero che era il principale mezzo per il duo per continuare i loro tour: la sua morte fu annunciata sul suo profilo Twitter. L'altro membro del duo, Eddie Montgomery, ha intrapreso un tour da solo in onore a Gentry usando comunque il soprannome del duo.

## Formazione
- Eddie Montgomery
- Troy Gentry

## Riconoscimenti
- 2000
  - American Music Award "miglior nuovo artista - country"
  - Academy of Country Music "miglior nuovo duo o gruppo vocale"
  - Country Music Association Awards "duo vocale dell'anno"

## Discografia parziale

### Album studio
- 1999 - Tattoos & Scars
- 2001 - Carrying On
- 2002 - My Town
- 2004 - You Do Your Thing
- 2006 - Some People Change
- 2008 - Back When I Knew It All
- 2011 - Rebels on the Run
- 2015 - Folks Like Us

### Raccolte
- 2005 - Something to Be Proud Of: The Best of 1999-2005
- 2007 - Super Hits
- 2009 - For Our Heroes
- 2012 - Playlist: The Very Best of Montgomery Gentry

### EP
- 2012 - Friends and Family